# Muscicapa cassini
El papamoscas de Cassin (Muscicapa cassini) es una especie de ave paseriforme de la familia Muscicapidae propia de África occidental y central. 

## Distribución y hábitat

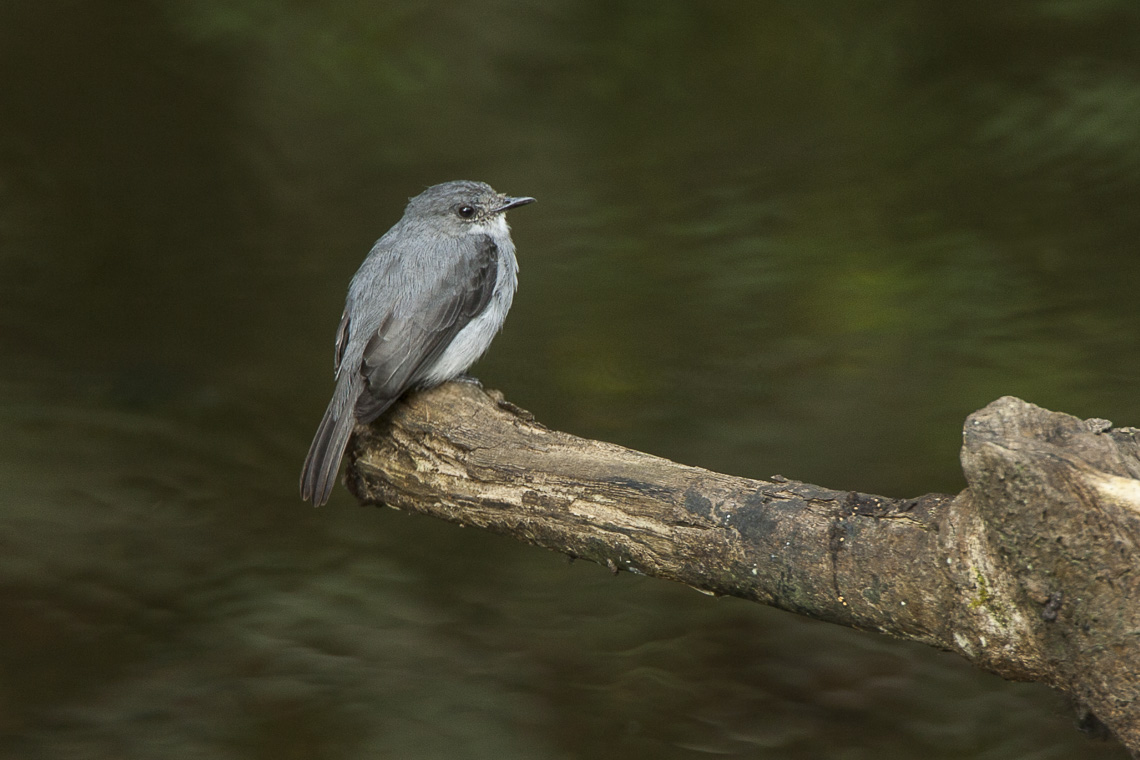
Suele vivir junto a los ríos.

Se encuentra diseminado por África occidental y central, distribuido por Angola, Benín, Camerún, Costa de Marfil, Gabón, Ghana, Guinea, Guinea Ecuatorial, Liberia, Niger, Nigeria, República Centroafricana, República del Congo, República Democrática del Congo, Ruanda, Sierra Leona, Togo, Uganda y Zambia.
Su hábitat natural son los bosques y matorrales de ribera tropicales, además de los de otro tipo de humedales.